# Reudern
Reudern ist ein Stadtteil der Großen Kreisstadt Nürtingen im Landkreis Esslingen (Baden-Württemberg).

## Geographische Lage
Reudern ist im Norden, Osten und Süden überwiegend von Wäldern umgeben. Im Westen grenzt es an Äcker und (Streuobst-)Wiesen. Die Ortschaft liegt auf 365 m ü. NN, höchste Stelle auf der Gemarkung ist das Bölle, nahe der Kelter, mit 391 m ü. NN. Gegenüber seinen Nachbarortschaften liegt es deutlich erhöht. Reuderns Markungsfläche beträgt 283 ha.
Durch Reudern fließen vier Bäche, die auch hier entspringen: Marbach, Riedbach, Klingerbach und ein namenloser Nebenarm des Talbachs. Die Wälder um Reudern bestehen vor allem aus Rotbuche, Eiche und Fichte.

### Nachbargemeinden
Folgende Städte und Gemeinden grenzen an Reudern, sie werden im Uhrzeigersinn beginnend im Norden genannt:
Oberboihingen (3 km nördlich), Lindorf (3 km nordöstlich), Kirchheim unter Teck (5 km östlich), Dettingen unter Teck (7 km Ost-Südost) und Nürtingen (4 km westlich).

## Geschichte
Reudern wird erstmals 1338 urkundlich genannt (Rudern) und ist eine wohl grundherrschaftliche Rodesiedlung im westlichen Grenzgebiet der hochadeligen Herrschaft Teck. Wahrscheinlich kam Reudern 1299 mit dem teckischen Anteil von Nürtingen an die Grafen von Württemberg. Ob der Ort während des Dreißigjährigen Krieges unbewohnt war, ist nicht eindeutig nachzuweisen.
Die ersten Häuser befanden sich in der heutigen Reuderner Straße (früher: Nürtinger Straße) und Hülenbergstraße, auch Unterweiler genannt. Das älteste noch existierende Haus Reuderns befindet sich in der Hülenbergstraße.

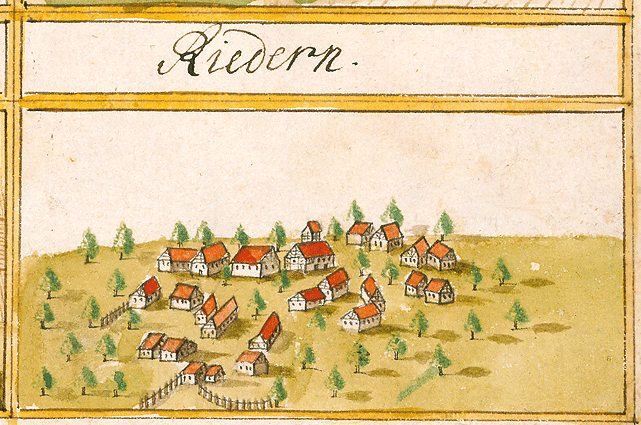
Reudern 1683, Forstlagerbuch von Andreas Kieser

1751 bauten die Reuderner eine neue Kirche, nachdem fast 200 Jahre keine Kapelle mehr im Ort bestand – so ist auch auf der Abbildung von Andreas Kieser (vgl. Weblinks) keine Kirche zu sehen.
Nach einem Streit mit Nürtingen um die Nutzung der Nürtinger Kelter wurde 1817 in Reudern eine eigene Kelter erbaut, die noch erhalten ist.
Am 1. Oktober 1974 wurde Reudern in die Stadt Nürtingen eingegliedert.

### Bevölkerungsentwicklung
Die Einwohnerzahlen sind Volkszählungsergebnisse
| Datum | Einwohner |
| ----- | --------- |
| 1834  | 604       |
| 1843  | 637       |
| 1852  | 617       |
| 1861  | 593       |
| 1871  | 655       |
| 1885  | 613       |
| 1895  | 652       |
| 1900  | 698       |
| 1905  | 703       |

| Datum | Einwohner |
| ----- | --------- |
| 1910  | 726       |
| 1919  | 718       |
| 1925  | 725       |
| 1933  | 802       |
| 1939  | 814       |
| 1946  | 1213      |
| 1950  | 1189      |
| 1961  | 1273      |
| 1970  | 1760      |

### Wappen
Blasonierung: In Grün ein stehender silberner Hirsch mit schwarzem Geweih. Von diesem Wappen leitet sich auch der Spitznamen der Reuderner – „Hirsche“ – ab. Das Wappen wurde 1929 angenommen.

## Konfessionen
Die Evangelische Kirchengemeinde Reudern hat rund 1.262 Mitglieder (Stand 2017), Gemeindepfarrerin ist Kornelia Stysch.

## Politik

### Schultheißen, Bürgermeister und Ortsvorsteher
| Amtszeit            | Name                  | Titel                                      |
| ------------------- | --------------------- | ------------------------------------------ |
| 1853–1889           | Johannes Georg Baisch | (Schultheiß)                               |
| 1888–1912           | Gottlieb Wischuf      | (Schultheiß)                               |
| 1912–1920           | Eugen Salzmann        | (Schultheiß)                               |
| 1920–1923           | Metz                  | (Schultheiß)                               |
| 1923–1933           | August Weinland       | (Schultheiß)                               |
| 1933–1936           | Karl Stoll            | (Bürgermeister)                            |
| 1936–1945           | Johannes Haußmann     | (Bürgermeister)                            |
| Juni 1945–1946      | Gottlieb Besemer      | (kommissarischer Bürgermeister)            |
| 1946–1948           | Karl Haug             | (Bürgermeister)                            |
| 1948–1950           | Johannes Haußmann     | (Bürgermeister)                            |
| Jan. 1950–Juni 1950 | Kirschbaum            | (Amtsverweser)                             |
| 1950–1954           | Hugo Veyhl            | (Bürgermeister)                            |
| 1954–1980           | Karl Braun            | (Bürgermeister bis 1974 und Ortsvorsteher) |
| 1980–2007           | Herbert Benker        | (Ortsvorsteher)                            |
| 2007–2010           | Matthias Ruckh        | (Ortsvorsteher)                            |
| 2011–2015           | Marietta Weil         | (Ortsvorsteherin)                          |
| 2015–2021           | Bernd Schwartz        | (Ortsvorsteher)                            |
| 2021–2023           | Jonas Mauch           | (Ortsvorsteher)                            |
| Seit 2023           | Dennis Mews           | (Ortsvorsteher)                            |

### Ortschaftsrat
Der Ortschaftsrat besteht aus 10 Personen.

## Öffentliche Einrichtungen

### Städtische Einrichtungen
- Kindergärten Hofäcker und Marbach
- Grundschule Reudern
- Gemeindehalle (Turn- und Festhalle)
- Sportplatz (3 Fußball- und 4 Tennisfelder, Bolzplatz, Bikerparcours und Leichtathletikeinrichtungen)

### Kirchliche Einrichtungen
- Evangelisches Gemeindezentrum (Friedenskirche Reudern)
- Katholische Teilkirchengemeinde St. Wendelin (gehört zur Pfarrei St. Johannes Nürtingen)
- Neuapostolische Kirche

## Vereine und Gruppen

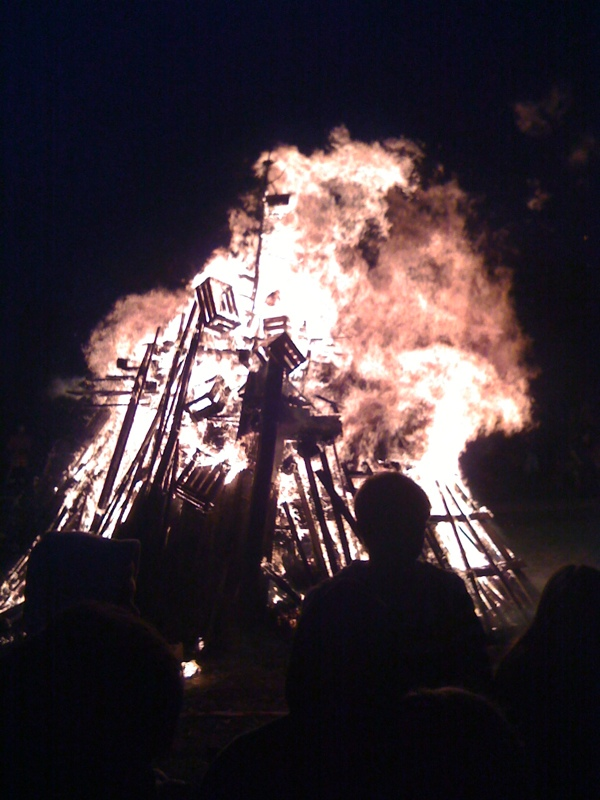
Sonnenwendfeuer 2009

### Sportvereine
Der Sportverein Reudern e. V. hat rund 1.000 Mitglieder und umfasst die Sportarten Fußball, Leichtathletik, Fahrrad, Ski und Tischtennis. Der Tennisclub-Reudern e. V. ist der zweitgrößte Sportverein im Ort.

### Musikalische Vereine
Größter musikalischer Verein ist der Musikverein Reudern e. V.

## Verkehr
Die Bundesstraße 297 von Tübingen nach Schwäbisch Gmünd führt in West-Ost-Richtung direkt durch Reudern hindurch und teilt den Ort in zwei Hälften. Über diese Straße ist Reudern an der Anschlussstelle (56) Kirchheim-Teck-West direkt mit der A8 Stuttgart – München verbunden. Auf Höhe des Landgasthofs Linde zweigt die Kreisstraße 1250 nach Oberboihingen in nördlicher Richtung von der B 297 ab.
Seit Februar 2007 verbindet eine neue Kreisstraße Reudern direkt mit dem Klinikum Kirchheim-Nürtingen „Auf dem Säer“ und den anliegenden Berufsschulen. In 3 km Entfernung von Reudern befindet sich der Segelflugplatz Hahnweide bei Kirchheim unter Teck, von dem allerdings nur gelegentlich größere Maschinen starten, die nicht dem Personenverkehr zuzuordnen sind. Der nächste größere Flughafen ist der etwa 20 km entfernte Flughafen Stuttgart.
Über die Omnibuslinie 166 des VVS ist Reudern mit Nürtingen und Kirchheim unter Teck sowie den dortigen Bahnhöfen verbunden.